# Stadio Apollonio
Das Stadio Apollonio war ein Freiluft-Eishockeystadion in der italienischen Gemeinde Cortina d’Ampezzo.

## Geschichte
Das Stadio Apollonio ist nach den gleichnamigen Brüdern Armando und Romano benannt, die beide erfolgreiche Eishockeyspieler und Eisschnellläufer waren. Die Eisfläche wurde anlässlich der Olympischen Winterspiele 1956 von 47 × 85 Metern auf 85 × 62,5 Meter vergrößert. Auf dieser Fläche wurden zwei Spielfelder, die mit einer Größe von 60 × 30 Metern den internationalen Vorschriften entsprachen, errichtet. Das Stadion war während der Spiele Austragungsort von drei Spielen des olympischen Eishockeyturniers sowie Trainingsstätte für die Eishockeymannschaften. Heute befindet sich an der Stelle des ehemaligen Stadio Apollonio eine Tennisanlage.